# 四所明神
四所明神（日语：ししょみょうじん）乃是日本對同一座神社祭祀的四位神祇總稱，特別指稱熊野四所明神和丹生四所明神。

## 概要
1. 熊野四所明神：熊野權現下四社所祭祀的軻遇突智命、埴山姬命、彌都波能賣命、稚產靈命等四神，請參照熊野權現之條目。
2. 丹生四所明神、高野四所明神、天野四所明神：座鎮和歌山縣高野山的丹生都比賣神社所祭祀的丹生都比賣大神、高野御子大神、大食都比賣大神、市杵島比賣大神等四神，請參照丹生都比賣神社之條目。
3. 藤原四所明神：供奉藤原氏氏神的春日大社所主祀的武甕槌命、經津主命、天兒屋根命、比賣神等四神，請參照春日大社之條目。

## 內部連結
- 熊野權現
- 丹生都比賣神社
- 春日大社
- 明神